# Île Nagai
L'île Nagai est l'une des plus grandes îles de l'archîpel Shumagin au sud de la péninsule d'Alaska dans le sud-ouest de l'Alaska (États-Unis). C'est une île inhabitée.